# Aéroport de Néa Anchíalos
L’aéroport national de Néa Anchíalos (grec moderne : Κρατικός Αερολιμένας Νέας Αγχιάλου / Kratikós Aeroliménas Néas Anchiálou, code IATA : VOL • code OACI : LGBL), est un aéroport situé à Néa Anchíalos, en Grèce.
Desservant la ville de Vólos, il est aussi appelé aéroport de Grèce-Centrale de Vólos–Néa Anchíalos.

## Situation
| \| 50 km1:6 137 000 \| Agrinion Aktion Alexandreia Alexandroúpoli Andravida Áraxos Astypalée Athènes · E. Venizélos Céphalonie La Canée Chios Corfou Héraklion Icarie Ioannina Kalamata Kalymnos Karpathos Kassos Kastellórizo Kastoria Kavala Cythère Kos Kotroni Kozani Larissa Lemnos Leros Milos Mykonos Mytilène Naxos Néa Anchíalos Paros Rhodes Maritsa Samos Santorin Sitía Skiathos Skyros Sparte Syros Tanagra Tatoi Thessalonique Tripoli Tympaki Zante Kastelli |
| 50 km1:6 137 000 |